# Heather Nauert
Heather Ann Nauert (Rockford, 27 gennaio 1970) è una giornalista e conduttrice televisiva statunitense, portavoce del Dipartimento di Stato degli Stati Uniti sotto l'amministrazione Trump dal 2017 al 2019. È "senior fellow" dell'Hudson Institute, un think tank conservatore.
Prima degli incarichi presso il Dipartimento di Stato, ha lavorato come corrispondente di ABC News e presentatrice di notizie nel programma Fox & Friends. Nauert è stata anche sottosegretaria di Stato per la Diplomazia pubblica e gli Affari pubblici nell'amministrazione Trump da marzo a ottobre 2018. Nel 2019, Trump ha nominato Nauert membro del J. William Fulbright Foreign Scholarship Board e della President's Commission on White House Fellowships.

## Biografia
Nauert è nata a Rockford, Illinois. Suo padre, Peter Nauert, era un dirigente nel settore assicurativo. Ha tre fratelli: Justin, Jonathan e Joseph.
Ha frequentato la Keith Country Day School a Rockford, Illinois, il Pine Manor College a Chestnut Hill, Massachusetts, e poi l'Università statale dell'Arizona. Dopo aver ottenuto uno stage ospitando un programma di video musicale country a Washington, è rimasta lì per finire l'università, conseguendo la laurea in comunicazione presso il Mount Vernon College for Women. Ha ottenuto in seguito il master in giornalismo presso la Columbia University.

## Carriera

### Giornalismo televisivo
Nel 1996, Nauert è stata reporter per il programma di notizie ed analisi finanziarie First Business. Ha lavorato per Fox News dal 1998 al 2005, prima come collaboratrice per tre anni e poi come corrispondente per quattro. Durante il suo periodo come corrispondente, ha contribuito regolarmente a The Big Story.
Dal 2005 al 2007 ha ricoperto incarichi presso diverse testate giornalistiche, tra cui ABC News dove ha contribuito ad ABC World News Tonight, Good Morning America e Nightline. Durante il suo periodo all'ABC, è stata nominata per un premio Emmy per il suo lavoro nella serie speciale 13 Around the World. Nel 2007 è tornata a Fox News come co-conduttrice, insieme a John Gibson, dell'edizione di The Big Story nei giorni feriali, fino a quando il programma non è stato cancellato nel 2008.
Ha anche co-condotto i notiziari Good Day Early Call e Good Day New York Wake Up insieme a Steve Lacy. Nell'ottobre 2012 ha lasciato Good Day Wake Up ed è diventata presentatrice di notizie per Fox & Friends.  Secondo il Washington Post, Nauert portava "under the sun" (sotto il sole) ogni punto di vista conservatore. Ha definito gli studenti immigrati clandestini "illegali" e ha citato studi del CDC secondo i quali i bambini immigrati portavano malattie come la tubercolosi.
È apparsa in due programmi televisivi di fantasia in cui interpretava se stessa: Due papà da Oscar (1 episodio, 1999) e 24 (3 episodi, 2010).

### Dipartimento di Stato degli Stati Uniti

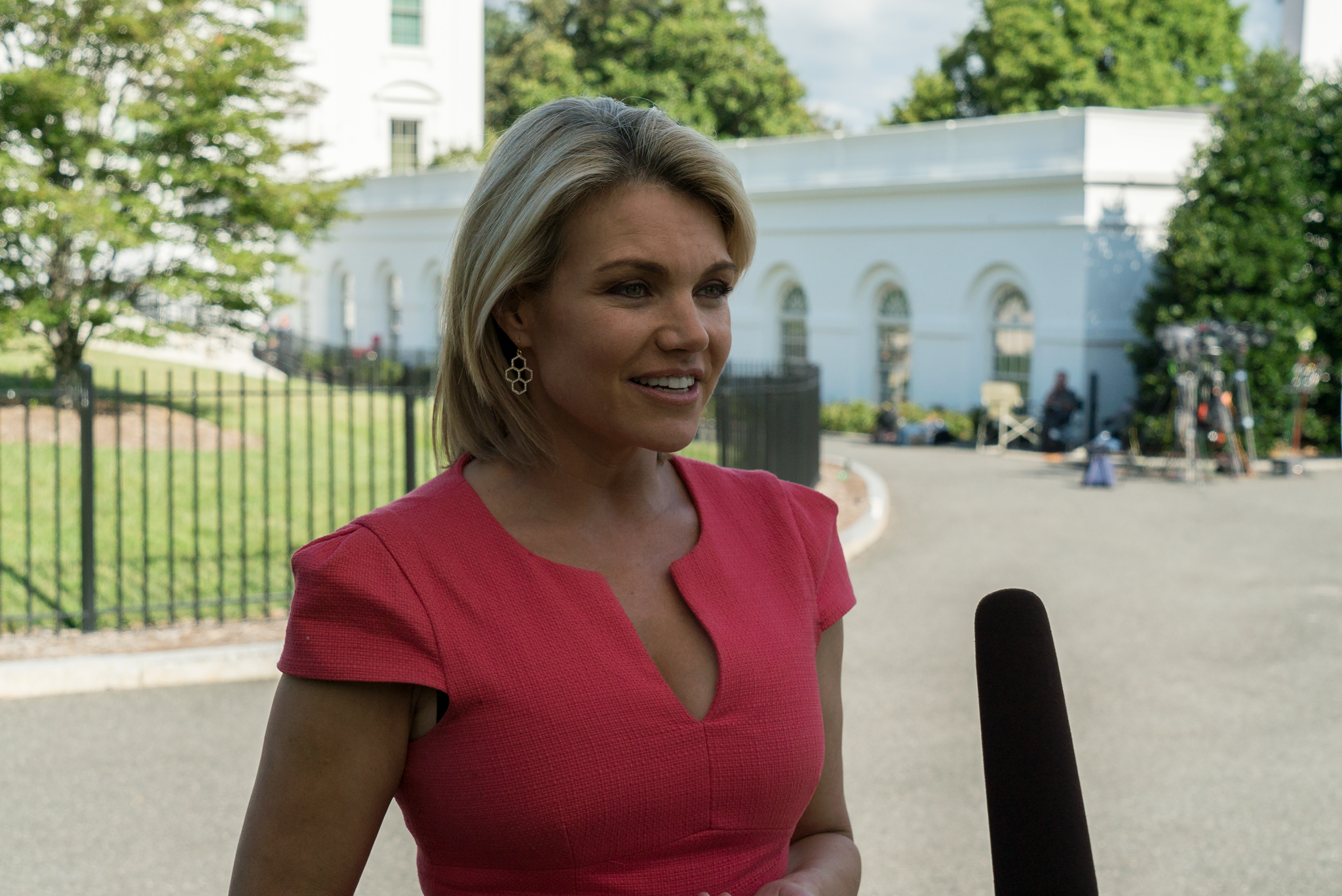
Nauert alla Casa Bianca il 25 luglio 2017

Il 24 aprile 2017, il Dipartimento di Stato degli Stati Uniti ha annunciato che la Nauert sarebbe stata la sua nuova portavoce, il suo primo ruolo nel governo.  Ha svolto la sua prima conferenza stampa cinque settimane dopo, il 6 giugno 2017. In seguito al licenziamento di Steve Goldstein il 13 marzo 2018, Nauert è stata nominata Sottosegretaria di Stato ad interim per la Diplomazia pubblica e gli Affari pubblici, la quarta posizione in classifica nel Dipartimento di Stato. In quel ruolo, ha supervisionato un budget di 1,2 miliardi di dollari e quasi mille dipendenti. Durante la sua permanenza al Dipartimento di Stato, Nauert non ha sviluppato uno stretto rapporto con il Segretario di Stato Rex Tillerson, ma dopo il suo licenziamento è entrata a far parte della cerchia ristretta di Mike Pompeo.
Nauert ha espresso opposizione alla decisione del Kurdistan iracheno di indire un referendum sull'indipendenza nel settembre 2017. Quando gli Stati Uniti si sono ritirati dall'UNESCO, Nauert è stata citata dal New York Times dicendo: "Eravamo in arretrato per un importo di circa 550 milioni di dollari, e quindi la domanda è: vogliamo pagare quei soldi?".

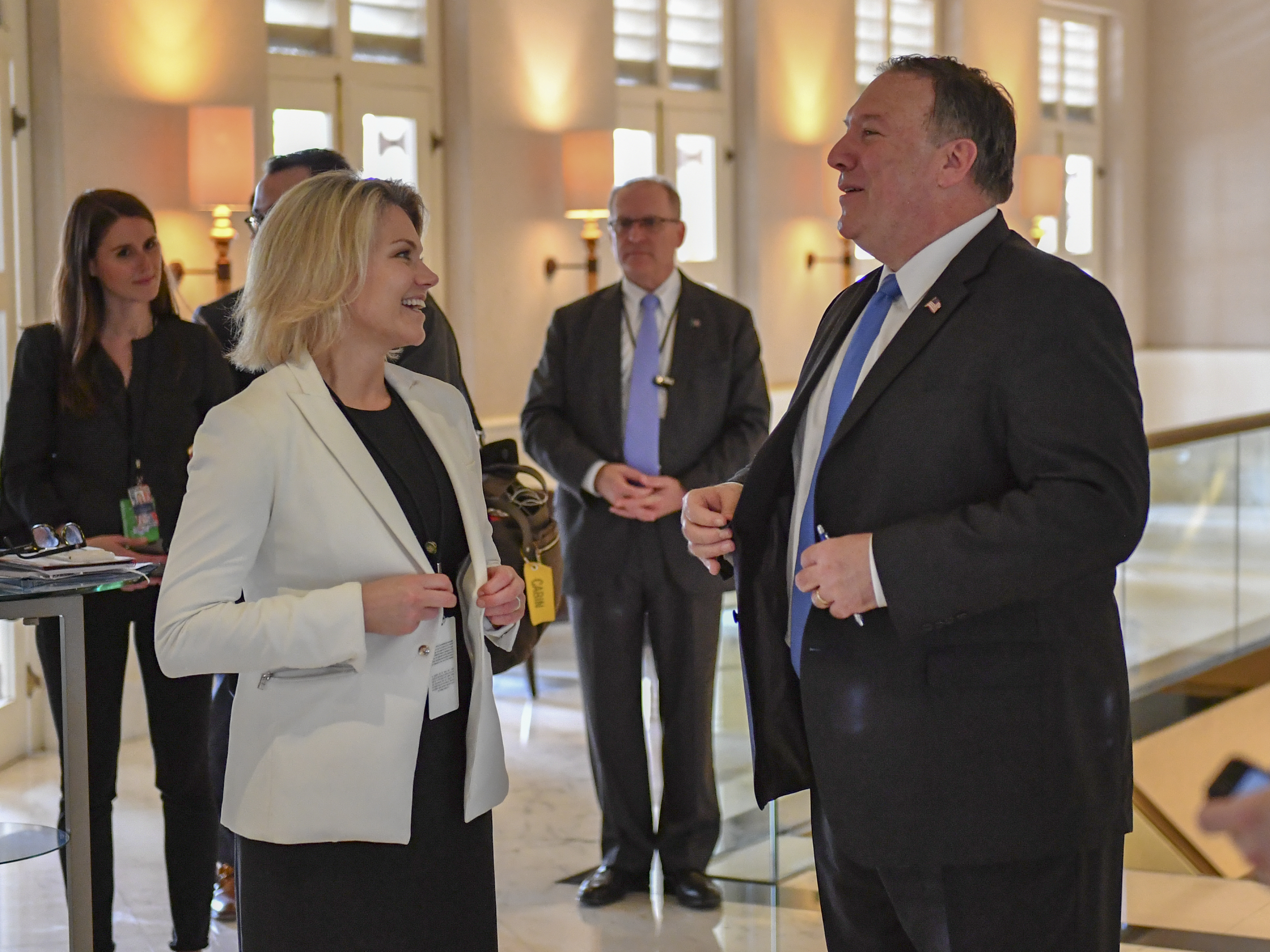
Nauert parla con Mike Pompeo al vertice di Singapore il 12 giugno 2018

Nell'aprile 2018 ha espresso sostegno all'intervento guidato dall'Arabia Saudita nello Yemen. Ha anche condannato "l'influenza maligna dell'Iran" in Yemen.  Nel maggio 2018 ha dichiarato in risposta alle proteste al confine di Gaza: "Ci opponiamo alle azioni contro Israele presso la Corte penale internazionale (...) perché non aiuta la causa della pace".
Nauert ha chiesto il rilascio di prigionieri politici ucraini in Russia come Oleh Sencov, Stanislav Klykh, Oleksandr Šumkov e Volodymyr Balukh. Ha condannato il genocidio dei rohingya,  una minoranza musulmana della Birmania, dichiarando che gli Stati Uniti: "Continuer[anno] a ritenere responsabili i responsabili".
Nell'agosto 2018, il Canada ha chiesto l'immediato rilascio dell'attivista saudita per i diritti umani Raif Badawi e di sua sorella, Samar Badawi. In risposta alle critiche del Canada, l'Arabia Saudita ha espulso l'ambasciatore del Canada e congelato il commercio con il Canada, portando a un raffreddamento delle relazioni Canada-Arabia Saudita. Nauert ha dichiarato: "Spetta al governo dell'Arabia Saudita e ai canadesi risolverlo. Entrambe le parti devono risolverlo diplomaticamente insieme. Non possiamo farlo per loro".
Nauert ha criticato i campi di rieducazione della Cina e le violazioni dei diritti umani contro gli uiguri e altre minoranze etniche prevalentemente musulmane nella provincia cinese nord-occidentale dello Xinjiang. Ha affermato che "rapporti credibili indicano che le persone inviate dalle autorità cinesi nei centri di detenzione dall'aprile 2017 sono almeno centinaia di migliaia, e forse milioni".

### La mancata nomina alle Nazioni Unite
Il 7 dicembre 2018, Trump ha annunciato che avrebbe nominato Nauert ambasciatrice degli Stati Uniti presso le Nazioni Unite.  Ha detto ai giornalisti che Nauert era "eccellente", aggiungendo: "È stata una sostenitrice per molto tempo".  I notiziari hanno notato che la sua immagine era cresciuta rapidamente tra i ranghi del Dipartimento di Stato e che comunque aveva poca esperienza ufficiale di politica estera (sebbene ai suoi tempi come giornalista avesse intervistato numerosi funzionari stranieri e leader mondiali). Politico ha scritto: "Meno di due anni fa, Heather Nauert stava conducendo interviste su 'Fox and Friends.' Ora si sta preparando a navigare tra le furiose questioni geopolitiche del mondo". Un titolo del Washington Post diceva: "Heather Nauert una volta ha citato il D-Day nella 'lunga storia' delle relazioni USA-Germania. Ora è diretta alle Nazioni Unite".
Nonostante l'annuncio di Trump, Nauert non è stata mai nominata. Citando considerazioni familiari, Nauert ha ritirato la sua candidatura il 16 febbraio 2019. Secondo voci, avrebbe dichiarato che non intendeva tornare a lavorare come portavoce del Dipartimento di Stato. Trump ha poi nominato Kelly Craft, che è diventata la 30ª ambasciatrice degli Stati Uniti presso le Nazioni Unite.
Il 29 marzo 2019, il presidente Trump ha nominato Nauert membro del J. William Fulbright Foreign Scholarship Board. Il consiglio di 12 membri si riunisce a Washington, DC ed è responsabile della supervisione del programma Fulbright.

## Vita privata
Nauert è sposata con Scott Norby, amministratore delegato di private credit and equity per Morgan Stanley, che in precedenza ha ricoperto incarichi presso National Veterinary Associates, UBS, Goldman Sachs e Cargill. La coppia ha due figli e risiede a New York.